# خوآن دینارس
خوآن دینارس (اسپانیایی: Juan Dinarés‎؛ زادهٔ ۲۳ سپتامبر ۱۹۶۹) بازیکن هاکی روی چمن اهل اسپانیا است که در مسابقات کشوری و بین‌المللی در مجموع برندهٔ ۲ مدال نقره، ۱ مدال برنز شده‌است.